# Knooppunt Antwerpen-West

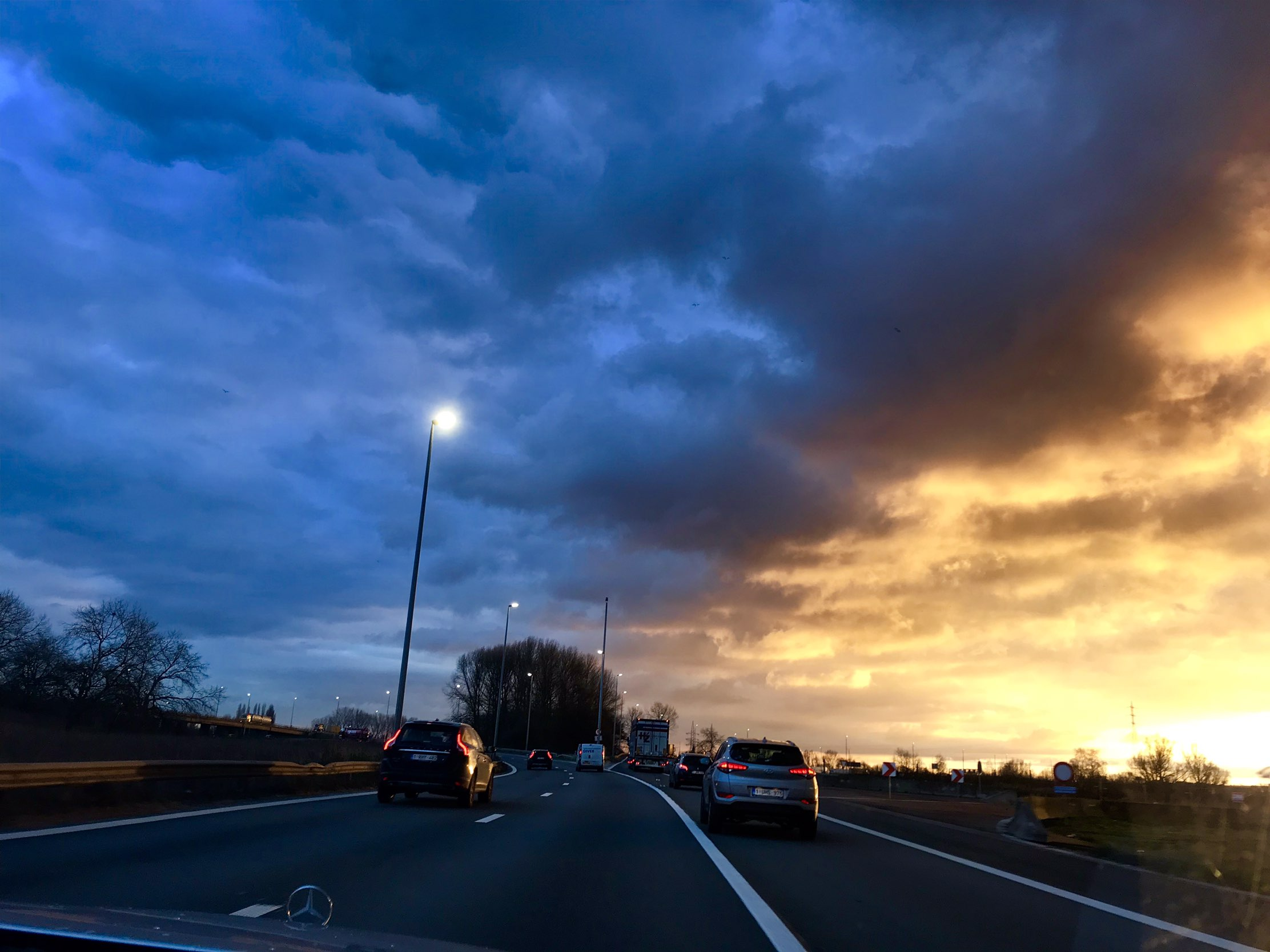
Knooppunt Antwerpen-West bij zonsondergang

Het knooppunt Antwerpen-West is een Belgisch verkeersknooppunt in de Ring rond Antwerpen, westelijk van de Kennedytunnel. De A14/E17 vanuit Gent komt hier uit op de R1.
Knooppunt Antwerpen-West is een variant op het halve sterknooppunt.

## Renovatie Oosterweelverbinding
Naar aanleiding van de aanleg van werken aan de nieuwe Oosterweelverbinding werd deze wisselaar tussen 2020 en 2024 volledig gerenoveerd en vernieuwd. De knoop werd compacter gemaakt. 
In eerste instantie werd de binnenbocht met richting in de Kennedytunnel een 170-tal meters noordelijker aangelegd tot tegen de andere rijbaan met andere rijrichting. Deze lag parallel met de spoorverbinding. De originele snelweg aan de binnenbocht werd vervolgens afgebroken. De linkse opritten op de rijrichting naar de Kennedytunnel werden hierbij verwijderd.
Op de vrijgekomen ruimte heeft men vervolgens ten zuiden van het tijdelijke trace, op het originele trace van binnenbocht, de 2 volledige rijrichtingen aangelegd inclusief nieuwe overspanningen en verbinding met de E34 komende uit noordelijke richting. Op het zelfde moment werden ook de parallelwegen aangelegd, zonder oprit aan de linkse kant van de rijbaan.  
Vanaf 9 mei 2024 is de nieuwe infrastructuur volledig in gebruik.
Op de ruimte die origineel lag tussen de 2 richtingen en nu is vrijgekomen kan men park en bos omgeving op aanleggen. Het nieuwe park tussen de spoorlijn en de snelweg zal in verbinding staan met de kern van Linkeroever door middel van de parkbrug. De totale vrijgekomen ruimte is 18ha groot.

## Aansluitende wegen
| Aansluitende wegen           | Aansluitende wegen | Aansluitende wegen                                      | Aansluitende wegen | Aansluitende wegen                          |
| ---------------------------- | ------------------ | ------------------------------------------------------- | ------------------ | ------------------------------------------- |
|                              |                    | richting A11 / Haven van Antwerpen / Brugge / Rotterdam |                    |                                             |
|                              |                    |                                                         |                    |                                             |
|                              |                    |                                                         |                    |                                             |
|                              |                    |                                                         |                    |                                             |
| richting Sint-Niklaas / Gent |                    |                                                         |                    | richting Antwerpen-centrum / Brussel / Luik |

Aalbeke · Antwerpen-Centrum · Antwerpen-Haven · Antwerpen-Noord · Antwerpen-Oost · Antwerpen-West · Antwerpen-Zuid · Arquennes · Battice · Beaufays · Beveren · Bois-d'Haine · Brugge · Cerexhe · Charleroi-Nord · Charleroi-Sud · Cheratte · Daussoulx · Destelbergen · Doornik · Familleureux · Fexhe-Slins · Gent-Centrum · Gouy · Grâce-Hollogne · Groot-Bijgaarden · Hautrage · Hauts-Sarts · Heppignies · Heverlee · Hoog-Itter · Houdeng-Goegnies · Jabbeke · Jemappes · Kortrijk-West · Kortrijk-Zuid · Leonardkruispunt · Loncin · Lummen · Machelen · Marcinelle · Marquain · Merelbeke · Moorsele · Neufchâteau · Ranst · Sint-Stevens-Woluwe · Strombeek-Bever · Thiméon · Ville-sur-Haine · Vottem · Wilrijk-Valaar · Zaventem · Zwijnaarde